# Limax millipunctatus
Limax millipunctatus ist eine Nacktschnecken-Art aus der Familie der  Schnegel (Limacidae), die zu den Landlungenschnecken (Stylommatophora) gehört. 

## Merkmale
Limax millipunctatus wird ausgestreckt 115 bis 125 mm lang, kontrahierte und konservierte Exemplare messen 95 bis 100 mm. Der Mantelschild ist am vorderen Ende gerundet am hinteren Ende leicht keilförmig gespitzt. Er ist mit konzentrischen, feinen Runzeln bedeckt. Das farblich nicht abgehobene Atemloch (Pneumostom) sitzt geringfügig in der hinteren Hälfte des Mantelschildes. Die wenig hervortretenden Tuberkel sind eiförmig. Der Kiel ist kurz und nur undeutlich ausgebildet. Die Fußsohle ist einheitlich weiß bis weißlich gelb. 
Der Körper ist graugelb bis gelbbraun, mit einem leichten rotbraunen Anflug auf dem Rücken und dem Mantelschild. Der Rücken, die Seiten und der Mantelschild sind mehr oder weniger regelmäßig mit kleinen, scharf begrenzten schwarzen Flecken bedeckt. Die Tentakeln sind grau.
Im Geschlechtsapparat besteht die Zwitterdrüse aus einem großen, etwa dreieckigen Lappen. Der Zwittergang ist lang und dünn. Der Eisamenleiter (Spermovidukt) ist im ersten Abschnitt stark (drüsig?) aufgeblasen. Der Penis ist etwa körperlang, dick walzenförmig, mit einem langen, leicht abgeschnürten Blindsack (Coecum). Am Ende des Blindsacks setzt der Penisretraktormuskel an. Der Samenleiter mündet nahe der Spitze des Penis, aber deutlich vor dem Ansatz des Penisretraktormuskel. Die Spermathek (Samenblase) ist birnenförmig klein mit einem mäßig kurzen Stiel. Der freie Eileiter ist vergleichsweise lang.

### Ähnliche Arten
Limax millipunctatus unterscheidet sich von Limax punctulatus durch seine etwas dunklere Farbe, das dichtere Punktmuster und die mehr oder weniger eiförmigen und kürzeren Tuberkel.

## Geographische Verbreitung
Die Art ist bisher aus der Lombardei, Monte Castello bei Givoletto (Piemont), Voltri, Sestri Ponente, (Ligurien, Italien) und Contes (Alpes-Maritimes, Südostfrankreich) bekannt geworden.

## Taxonomie
Das Taxon wurde 1884 von Napoleone Pini erstmals beschrieben. Louis Germain gab 1930 eine zusammenfassende Beschreibung und eine schematische Abbildung des Geschlechtsapparates. 

## Belege

### Online
- AnimalBase - Limax millipunctatus